# Dzwonkówka oliwkowozielona

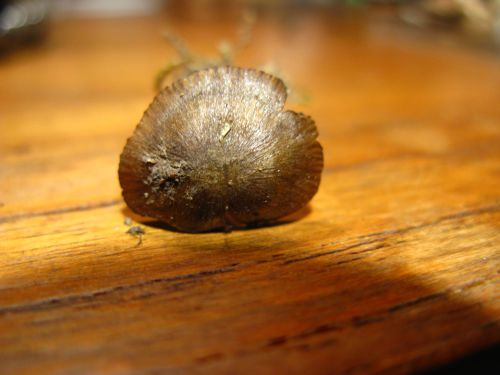

Dzwonkówka oliwkowozielona (Entoloma versatile (Gillet) M.M. Moser) – gatunek grzybów z rodziny dzwonkówkowatych (Entolomataceae).

## Systematyka i nazewnictwo
Pozycja w klasyfikacji według Index Fungorum: Entoloma, Entolomataceae, Agaricales, Agaricomycetidae, Agaricomycetes, Agaricomycotina, Basidiomycota, Fungi.
Po raz pierwszy takson ten opisał w 1876 r. Claude-Casimir Gillet nadając mu nazwę Nolanea versatilis. Obecną, uznaną przez Index Fungorum nazwę, nadał mu w 1978 r. Meinhard Moser.
Ma 12 synonimów. Niektóre z nich:
- Inopilus versatilis (Gillet) Pegler 1983
- Pouzarella versatilis (Gillet) Mazzer 1976
- Pouzaromyces versatilis (Gillet) P.D. Orton 1991[2].

Nazwę polską zarekomendował Władysław Wojewoda w 2003 r.

## Morfologia
Kapelusz
Średnica 1–2 cm, stożkowy do szeroko stożkowego w stanie suchym drobno promieniście włóknisty i jedwabisty, ciemnobrązowo oliwkowy. Brzeg prosty.
Blaszki
Wąsko przyrośnięte, dość rzadkie, początkowo matowo brązowawe, potem przechodzące w ciemniej brązowawe z różowawym odcieniem.
Trzon
Wysokość 3–6 cm, grubość 1–3 mm, cylindryczny lub lekko zwężający się ku wierzchołkowi, w stanie suchym drobno włókienkowaty lub niemal nagi, białawy, w dolnej części brązowawy do żółtawego w pobliżu podstawy. Podstawa ze sztywnymi białawymi włoskami.
Miąższ
Cienki, białawy do brązowawego o nieprzyjemnym zapachu i mącznym smaku.
Cechy mikroskopowe
Zarodniki 7–11 × 5–7 µm, przeważnie 6-kątne, heterodiametryczne, gładkie, szkliste. Pleurocystyd brak. Cheilocystydy liczne, przeważnie butelkowate z długą, spiczastą szyją, ale czasami szeroko wrzecionowate, o wymiarach 35–65 × 12–20 µm. Strzępki w skórce pod działaniem 10% amoniaku brązowe do brązowawych, drobno inkrustowane, o szerokości 5–10 µm. Brak sprzążek.
Gatunki podobne
Rodzaj dzwonkówka jest bardzo liczny w gatunki. Dzwonkówka oliwkowozielona odróżnia się jednak bardzo drobnymi rozmiarami, wyglądem podobnym do grzybówek, promieniście włóknistym kapeluszem i sztywnymi włoskami u podstawy trzonu, a mikroskopowo bardzo dużymi cheilocystydami wyglądającymi jak napompowany do połowy balon z ostrym wierzchołkiem.

## Występowanie i siedlisko
Podano występowanie dzwonkówki oliwkowozielonej w niektórych krajach Europy i w jednym miejscu na zachodnim wybrzeżu Ameryki Północnej. W Polsce do 2003 r. podano tylko jedno stanowisko. Według W. Wojewody częstość występowania i stopień zagrożenia tego gatunku w Polsce nie są znane.
Grzyb naziemny. Występuje w bardzo różnych biotopach, od suchych do wilgotnych, od otwartych łąk po gęsty las. W Polsce znaleziony w lesie mieszanym pod modrzewiami, w Ameryce Północnej pod dębami i innymi drzewami liściastymi.